# Belgiens Grand Prix 1964
Belgiens Grand Prix 1964 var det tredje av tio lopp ingående i formel 1-VM 1964.  

## Resultat
1. Jim Clark, Lotus-Climax, 9 poäng
2. Bruce McLaren, Cooper-Climax, 6
3. Jack Brabham, Brabham-Climax, 4
4. Richie Ginther, BRM, 3
5. Graham Hill, BRM (varv 31, bränslepump), 2
6. Dan Gurney, Brabham-Climax (31, bränslebrist), 1
7. Trevor Taylor, BRP-BRM
8. Giancarlo Baghetti, Scuderia Centro Sud (BRM)
9. Peter Arundell, Lotus-Climax (varv 28, överhettning)
10. Innes Ireland, BRP-BRM

### Förare som bröt loppet
- Jo Siffert, Siffert Racing Team (Brabham-Climax) (varv 14, motor)
- Phil Hill, Cooper-Climax (13, motor)
- Lorenzo Bandini, Ferrari (12, motor)
- André Pilette, Equipe Scirocco Belge (Scirocco-Climax) (11, motor)
- Joakim Bonnier, R R C Walker (Brabham-BRM) (8, illamående)
- John Surtees, Ferrari (4, motor)
- Chris Amon, Reg Parnell (Lotus-BRM) (3, motor)

### Förare som diskvalificerades
- Peter Revson, Revson Racing (Lotus-BRM) (varv 28, knuffades igång efter motorstopp)

### Förare som ej startade
- Tony Maggs, Scuderia Centro Sud (BRM)
- Bob Anderson, DW Racing Enterprises (Brabham-Climax)